# Komisja do Spraw Specjalizacji Lekarzy Weterynarii
Komisja do Spraw Specjalizacji Lekarzy Weterynarii – komisja powołana aby kształcić podyplomowo lekarzy weterynarii w poszczególnych dziedzinach medycyny weterynaryjnej. Lekarz weterynarii który ukończył studia specjalizacyjne może tytułować się specjalistą w danej dziedzinie. Komisja działa na podstawie Rozporządzenia Ministra Rolnictwa i Gospodarki Żywnościowej z dnia 28 listopada 1994 r. w sprawie trybu i szczegółowych zasad uzyskania tytułu specjalisty przez lekarza weterynarii (Dz.U. z 2022 r. poz. 239). Komisja mieści się przy Weterynaryjnym Centrum Kształcenia Podyplomowego Państwowego Instytutu Weterynaryjnego w Puławach. W ramach komisji działa 17 zespołów egzaminacyjnych. Członkowie poszczególnych zespołów ustalają program poszczególnych specjalizacji, organizują egzaminy specjalizacyjne oraz nadają tytuły specjalistów w poszczególnych dziedzinach. Komisja składa się z 26 członków. Członków Komisji powołuje Minister Rolnictwa i Gospodarki Żywnościowej na wniosek Krajowej Rady Lekarsko-Weterynaryjnej na okres 4 lat. W skład zespołów egzaminacyjnych dla poszczególnych specjalności wchodzą: krajowy kierownik specjalizacji jako przewodniczący, dwie osoby posiadające stopień naukowy doktora lub doktora habilitowanego, specjalizujące się w danej dziedzinie weterynarii,przedstawiciel Krajowej Rady Lekarsko-Weterynaryjnej, przedstawiciel Państwowego Instytutu Weterynaryjnego, przedstawiciel Ministerstwa Rolnictwa i Gospodarki Żywnościowej.
Przewodniczącym komisji VI kadencji na 2016-2020 jest prof. dr hab. Tomasz Janowski.
Specjalizacje i krajowi kierownicy kadencji 2016-2020:
1. Choroby przeżuwaczy – prof. dr hab. Jan Twardoń
2. Choroby koni – prof. dr hab. Andrzej Raś
3. Choroby trzody chlewnej – prof. dr hab. Zygmunt Pejsak
4. Choroby psów i kotów – prof. dr hab. Stanisław Winiarczyk
5. Choroby drobiu i ptaków ozdobnych – prof. dr hab. Piotr Szeleszczuk
6. Choroby zwierząt futerkowych – dr hab. Jan Siemionek
7. Użytkowanie i patologia zwierząt laboratoryjnych – prof. dr hab. Józef Szarek
8. Choroby ryb – dr Jan Żelazny
9. Choroby owadów użytkowych – dr hab., prof. nadzw. Paweł Chorbiński
10. Choroby zwierząt nieudomowionych – prof. dr hab. Aleksander Demiaszkiewicz
11. Rozród zwierząt – prof. dr hab. Tomasz Janowski
12. Chirurgia weterynaryjna – dr hab., prof. nadzw. Zdzisław Kiełbowicz
13. Radiologia weterynaryjna – dr hab., prof. nadzw. Roman Aleksiewicz
14. Prewencja weterynaryjna i higiena pasz – prof. dr hab. Andrzej Wernicki
15. Higiena zwierząt rzeźnych i żywności zwierzęcego pochodzenia – prof. dr hab. Krzysztof Kwiatek
16. Weterynaryjna diagnostyka laboratoryjna – prof.dr hab. Włodzimierz Kluciński
17. Epizootiologia i administracja weterynaryjna – prof. dr hab. Zbigniew Grądzki